# Aeroporto di Pulau-Langkawi
L'Aeroporto di Pulau-Langkawi (IATA: LGK, ICAO: WMKL) (in malese: Lapangan Terbang Antarabangsa Langkawi), definito come internazionale dal Department of Civil Aviation Malaysia,   è un aeroporto internazionale di ingresso malese situato sull'isola di Langkawi, sulla linea di confine marittimo con la Thailandia, circa 20 chilometri a ovest dell'abitato di Kuah nello Stato federato di Kedah. La struttura è dotata di una pista di asfalto lunga 3810 m, l'altitudine è di 9 m, l'orientamento della pista è RWY 03-21. L'aeroporto è aperto al traffico commerciale.
L'isola di Langkawi, servita dall'aeroporto, ospita a cadenza biennale la fiera internazionale dell'industria aeronautica Langkawi International Maritime and Aerospace Exhibition. L'aeroporto è inoltre di servizio alle numerose strutture turistiche della zona, meta dei malesi nei periodi di vacanza.
Nel 2015 l'aeroporto ha avuto un volume di traffico di 2 336 177 passeggeri per 30 853 aeromobili. 
La capacità dell'aeroporto è stata ampliata nel settembre 2018 per poter gestire 4 milioni di passeggeri annui.

## Espansione e sviluppo
L'aeroporto ha subito una prima fase di espansione alla attuale capacità di 4 milioni di passeggeri , con un costo approssimativo di 89 milioni di RM (Ringgit malesi).  La superficie lorda è stata incrementata di 247 570 Square Feets,  i parcheggi sono stati ampliati di 600 posti e le porte di imbarco sono state portate a 8 . La pista è stata potenziata ed ora è in grado di gestire aerei come i Boeing 747.
Adesso c'è una area riservata premium nell'area partenze , e i servizi includono ristorazione, bar , WiFi , docce ,  telefoni e punti di ricarica esclusivamente per passeggeri in partenza. Il numero di banchi passeggeri è stato incrementato a 30 per i check-in e a 18 banchi immigrazione.
La fase 2 dell'espansione prevede la realizzazione di passerelle telescopiche, progettate per gestire l'incremento di volume dei voli diretti internazionali , l'ampliamento delle strutture per il confort come una hall degli arrivi , un terminal commerciale, ulteriori toilettes , delle aree di preghiera; inoltre anche un potenziamento delle vie di accesso al terminal principale è previsto nel progetto di espansione.

## Storia
La costruzione del moderno aeroporto cominciò nel 1991 e fu terminata nel dicembre 1993.
L'Aeroporto Internazionale di Langkawi è stato una base dell'aviazione militare giapponese nel 1945 e successivamente di quella britannica. L'area di Kedah è servita da due aeroporti: il Langkawi International Airport e il Sultan Abdul Halim Airport.